# Hakig greppelmos
Hakig greppelmos (Dicranella schreberiana) is een mossoort uit het geslacht pluisjesmos (Dicranella).

## Determinatie
Hakig greppelmos vormt ijle zoden, tot 2 cm hoog. Het blad loopt vanuit een breed schedevormige basis plots versmald in afstaande, smal driehoekige top. De broedknollen roodbruin tot bruin, zitten aan de rizoïden (soms in de oksels van de onderste bladen).

## Ecologie
Hakig greppelmos komt voor op leem, zand en klei. De soort wordt vaak aangetroffen in bermen, op akkers, greppelkanten en oevers. 